# 法國—日本關係
法日關係，或稱日法關係，（日语：日仏関係）泛指日本及法國間的外交關係。兩國關係的歷史可追溯至17世紀初，當時前往羅馬的日本使節登陸法國南部開始。

## 外部連結
- 最近的法國情勢及日法關係 （页面存档备份，存于） （外務省）
- 法國駐日本大使館 （页面存档备份，存于）
- 日本駐法國大使館 （页面存档备份，存于）
- 巴黎日本文化会館
- （財）日法會館・日法協會 （页面存档备份，存于）